# Danuta Szyksznian
Danuta Felicja Szyksznian z domu Janiczak, znana również jako Danuta Szyksznian-Ossowska, ps. „Sarenka”, „Szarotka” (ur. 7 czerwca 1925 w Krakowie, zm. 1 grudnia 2022) – łączniczka Okręgu Wilno AK w grupie łączniczki „Kozy”, nauczycielka.  Pośmiertnie awansowana na stopień pułkownika.

## Życiorys
Urodziła się 7 czerwca 1925 w Krakowie w rodzinie zawodowego żołnierza 1 pułku artylerii polowej. Uczyła się w Szkole Powszechnej nr 19, a potem w Gimnazjum Sióstr Nazaretanek w Wilnie. Po kampanii wrześniowej wstąpiła do młodzieżowej organizacji konspiracyjnej w Liceum im. Adama Mickiewicza w Wilnie. Wzięła udział w strajku szkolnym na znak protestu przeciwko usuwaniu przez władze litewskie polskich nauczycieli ze szkół.
Już w grudniu 1939 złożyła przysięgę przed „Kapitanem Janem” (kpt./mjr Bolesław Zagórny) i została łączniczką ZWZ o pseudonimie „Szarotka”. Po zajęciu Wilna przez Niemców w czerwcu 1941 została przyjęta do grupy łączniczek „Kozy”, przyjęła pseudonim „Sarenka”. Podlegała ppor. Stanisławowi Kiałce „Jelonkowi” – szefowi kwatermistrzostwa wileńskiego okręgu ZWZ-AK.
W lipcu 1944 w czasie operacji „Ostra Brama” była łączniczką „Kapitana Jana” dowódcy dzielnicy „A” (obszar na prawym brzegu Wilii, zamieszkiwany przez rodziny wojskowe, zgrupowane wokół licznych koszar) Garnizonu AK „Dwór”.
Uniknęła aresztowania przez NKWD i podjęła służbę w dywersyjnym oddziale specjalnym rtm. Zygmunta Augustowskiego „Huberta”.
24 grudnia 1944 została aresztowana przez Ludowy Komisariat Bezpieczeństwa Państwowego i po wielodniowych przesłuchaniach skazana zaocznie na 10 lat łagrów. Z więzienia na Łukiszkach w Wilnie została przewieziona do łagru w miejscowości Jełszanka koło Saratowa w marcu 1945.
We wrześniu 1945 na skutek chorób spowodowanych warunkami życia i ciężką pracą (miała wtedy 20 lat) została zwolniona z odbywania dalszej kary. Przewieziona do Wilna nielegalnie przekroczyła granicę z Polską i wraz z rodziną zamieszkała w Drawnie. W 1946 wyszła za mąż, przeniosła się do Darłowa i zaczęła pracować jako nauczycielka. Szykanowana za działalność w AK i pobyt w łagrze została zwolniona z pracy. W 1970 skończyła zaocznie studia pedagogiczne i podjęła pracę z dziećmi kalekimi w Ośrodku Szkolno-Wychowawczym w Policach. Będąc wdową, w 1997 wyszła powtórnie za mąż za Jerzego Ossowskiego.
Po przejściu na emeryturę działa w organizacjach kombatanckich, pełniąc między innymi funkcje Wiceprezesa Zarządu Okręgu Światowego Związku Żołnierzy AK i Wiceprezesa Koła Kresowych Żołnierzy AK w Szczecinie. 
W 2009 otrzymała tytuł „Honorowego Obywatela Międzyzdrojów”. W 2011 roku została wyróżniona tytułem „Szczecinianki Roku”. W 2014 zasiadła w Komitecie Honorowym Fundacji „Łączka”, sprawującej opiekę i działalność wspierającą wobec Kwatery na Łączce. Jest matką chrzestną sztandaru dowództwa 12 Szczecińskiej Dywizji Zmechanizowanej. 9 czerwca 2018 imię „Szarotki” nadane zostało 5 Wieluńskiej Drużynie Harcerek ZHP, Hufiec Łask, Chorągiew Łódzka, a 9 listopada tego samego roku została patronką Szkoły Podstawowej numer 14 w Szczecinie.
Danuta Szyksznian-Ossowska zmarła 1 grudnia 2022 roku. Pośmiertnie została odznaczona Krzyżem Komandorskim z Gwiazdą Orderu Odrodzenia Polski i awansowana na stopień pułkownika. Po katolickich ceremoniach pogrzebowych w archikatedrze szczecińskiej została pochowana na cmentarzu Centralnym w Szczecinie.

## Odznaczenia
- Krzyż Komandorski z Gwiazdą Orderu Odrodzenia Polski – 2022 (pośmiertnie)[13][14]
- Krzyż Oficerski Orderu Odrodzenia Polski – 2016 (za wybitne zasługi dla niepodległości Rzeczypospolitej Polskiej, za działalność kombatancką i społeczną)[15][16]
- Krzyż Kawalerski Orderu Odrodzenia Polski[17]
- Srebrny Krzyż Zasługi z Mieczami
- Krzyż Armii Krajowej
- Krzyż Partyzancki[18] – 1975
- Medal Wojska – trzykrotnie.
- Medal Komisji Edukacji Narodowej[19] – 2011
- Krzyż Zesłańców Sybiru[20] – 2006
- Medal „Pro Memoria”[21] – 2005
- Odznaka Weterana Walk o Niepodległość[22] – 1995
- Odznaka Honorowa 5 Pułku Zmechanizowanego[23] – 1995
- Medal Zasługi dla Miasta Szczecina[24] – 2010
- Patent i Odznaka „Weteran Walk o Wolność i Niepodległość Ojczyzny”[25] – 2001
- Medal 100-lecia ustanowienia Sztabu Generalnego Wojska Polskiego – 2018[26]